# Małe Walichnowy (gromada)
Małe Walichnowy – dawna gromada, czyli najmniejsza jednostka podziału terytorialnego Polskiej Rzeczypospolitej Ludowej w latach 1954–1972.
Gromady, z gromadzkimi radami narodowymi (GRN) jako organami władzy najniższego stopnia na wsi, funkcjonowały od reformy reorganizującej administrację wiejską przeprowadzonej jesienią 1954 do momentu ich zniesienia z dniem 1 stycznia 1973, tym samym wypierając organizację gminną w latach 1954–1972.
Gromadę Małe Walichnowy z siedzibą GRN w Małych Walichnowach utworzono – jako jedną z 8759 gromad na obszarze Polski – w powiecie tczewskim w woj. gdańskim na mocy uchwały nr 25/III/54 WRN w Gdańsku z dnia 5 października 1954. W skład jednostki weszły obszary dotychczasowych gromad Małe Walichnowy, Wielkie Walichnowy i Międzyłęż ze zniesionej gminy Małe Walichnowy w tymże powiecie. Dla gromady ustalono 14 członków gromadzkiej rady narodowej.
1 stycznia 1972 gromadę zniesiono, a jej obszar włączono do gromad: Rudno (miejscowości Małe Walichnowy i Międzyłęż) i Gniew (miejscowość Wielkie Walichnowy) w tymże powiecie.